# Konzell
Konzell è un comune tedesco di 1 843 abitanti, situato nel land della Baviera.

## Galleria d'immagini

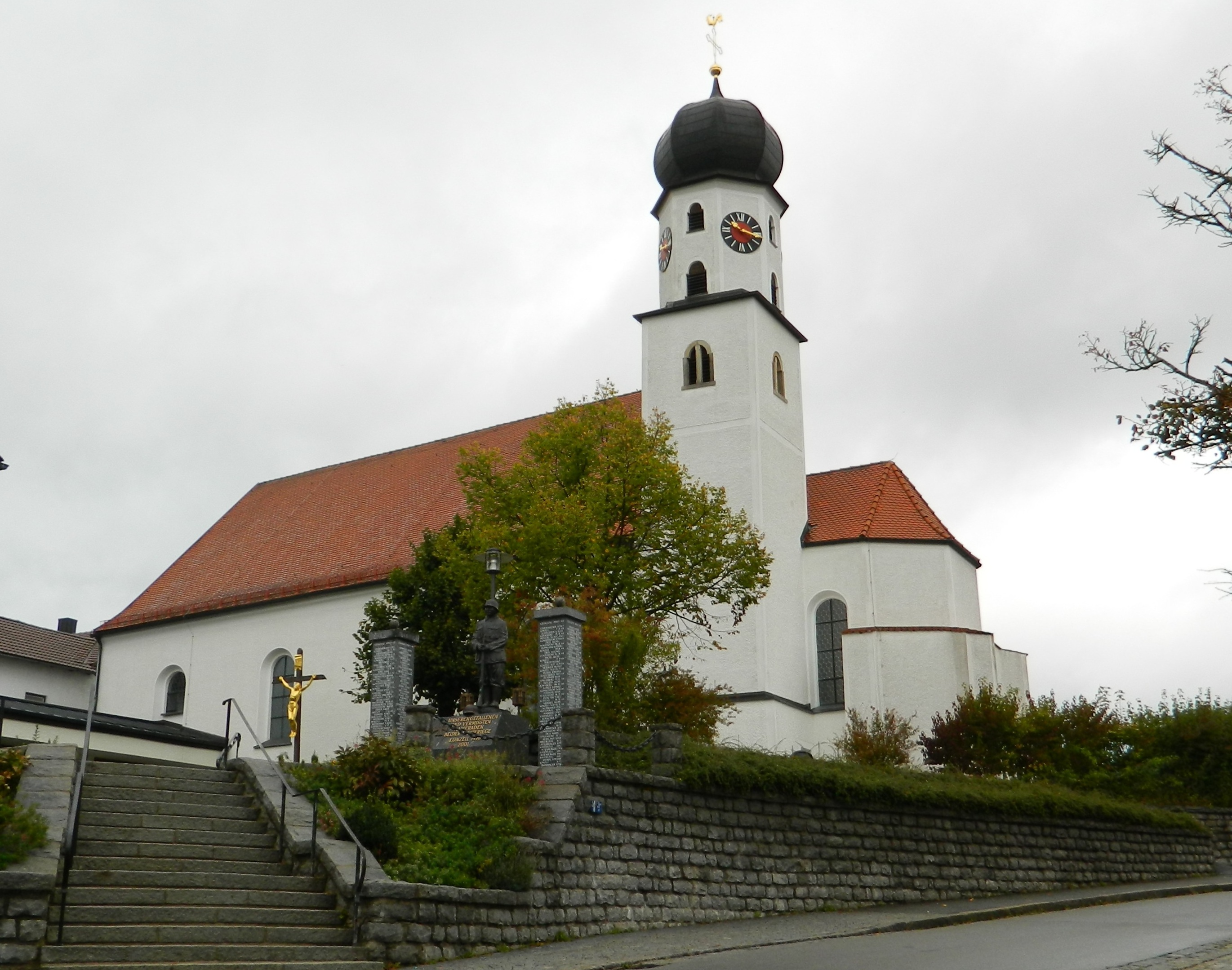
Chiesa St. Martin
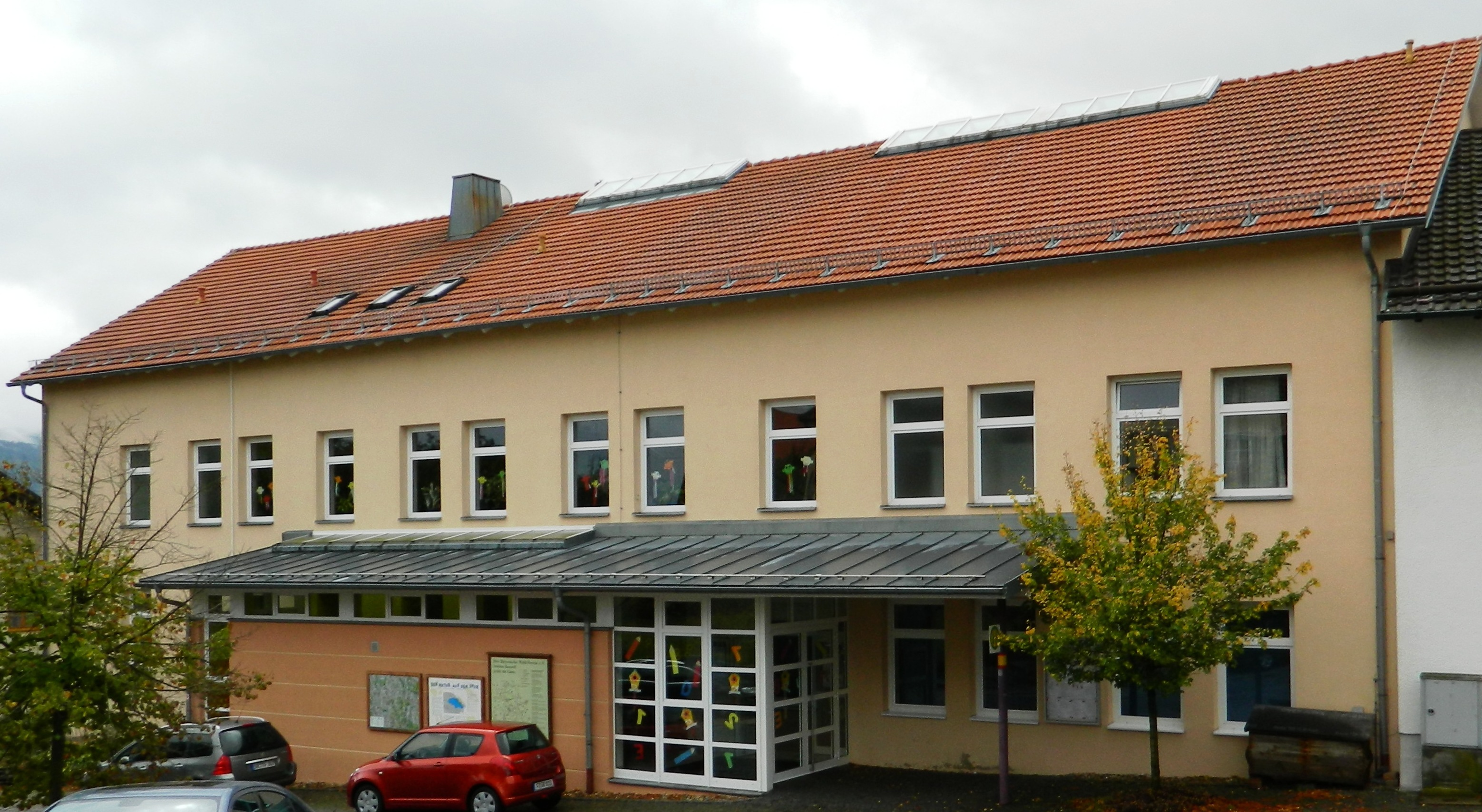
scuola
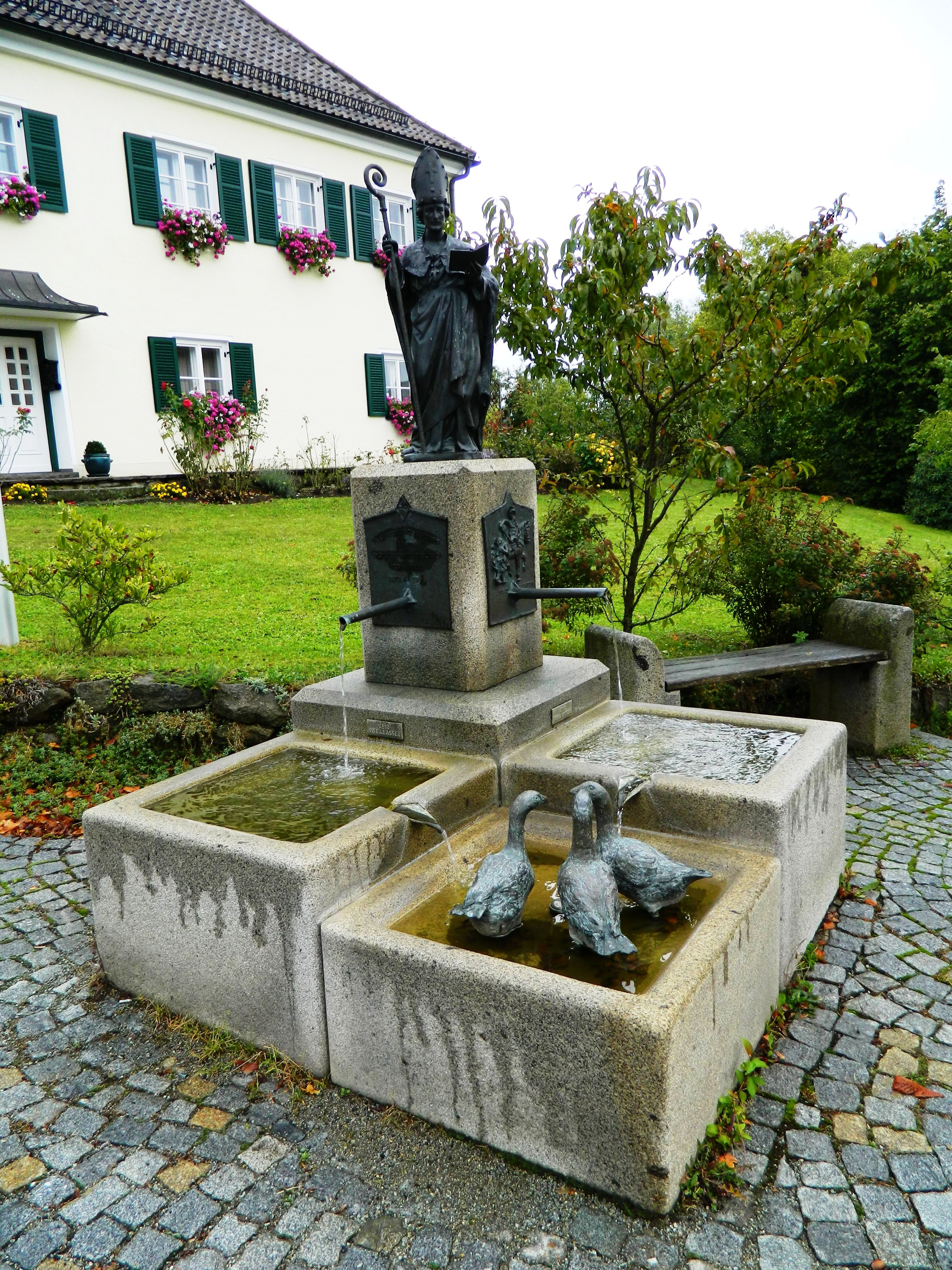
fontana
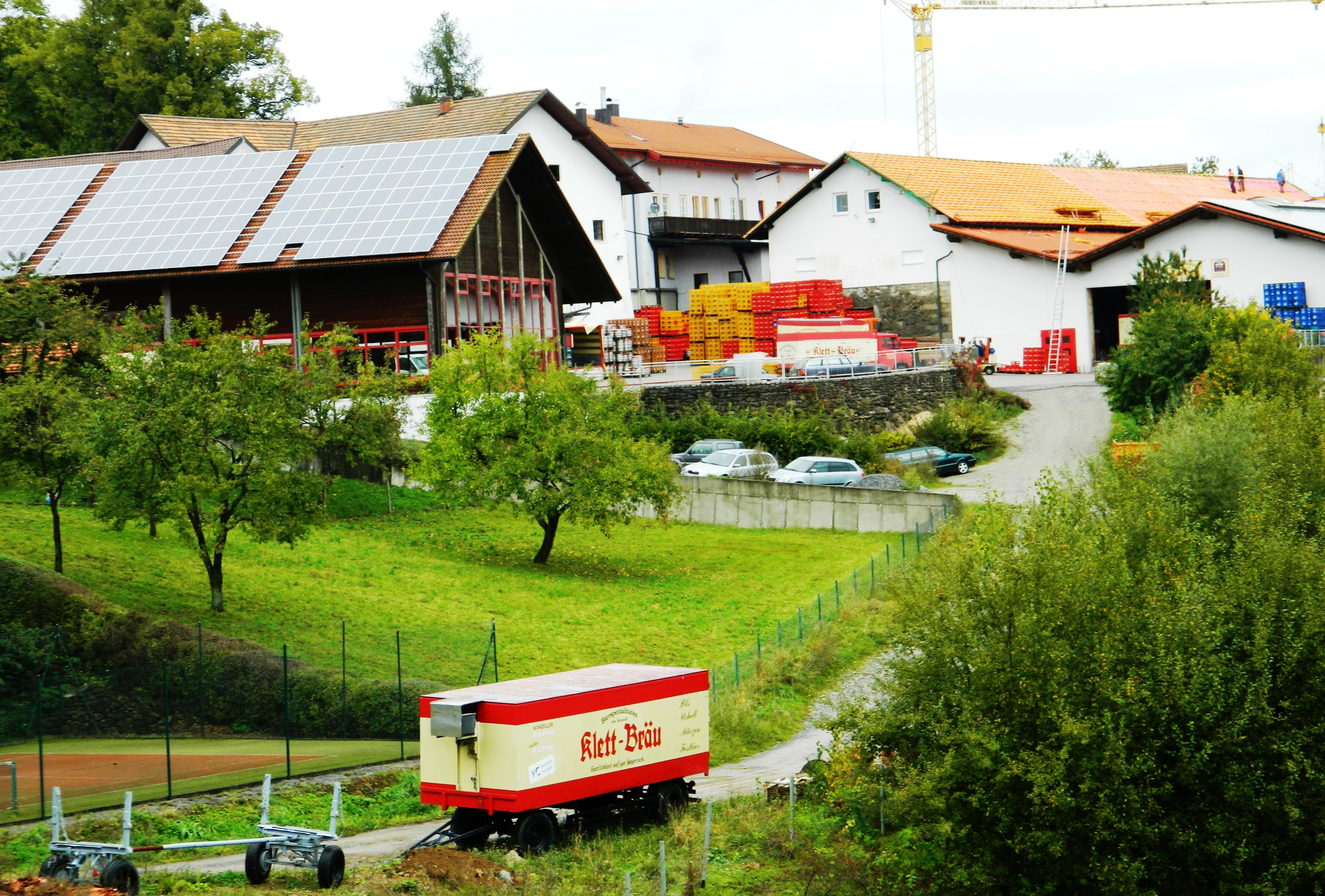
Birreria (Klett-Bräu)